# Picknick (single)
Picknick is een nummer van Boudewijn de Groot, dat in 1967 op single werd uitgebracht als voorloper van het gelijknamige album.
Picknick is in tegenstelling tot veel eerdere nummers van de zanger, geschreven door De Groot alleen. In het lied vraagt De Groot de luisteraar om mee te doen aan een picknick, waar o.a. Muziekproducent Tony Vos en Lennaert Nijgh aanwezig zijn. Tijdens deze picknick is de muziek van The Beatles en Bob Dylan te horen.
De Groots vaste tekstschrijver Nijgh komt pas aan bod op de B-kant met Ballade van de vriendinnen voor één nacht. Het thema van het lied: Nijgh kwam alleen de nacht niet meer door en zocht daarom telkens gezelschap voor één nacht. Zowel de A- als de B-kant van de single werden gearrangeerd door Bert Paige.
De singleversie van Picknick verschilt van de LP-versie: op de LP wordt het nummer ingeleid door een intro waarin een sitar te horen is, gecombineerd met een bewerkte stemmencollage. Dit intro gaat via een crossfade over in een ritmische cellopartij in vierkwartsmaat. Op de single ontbreekt dat intro en begint Picknick direct met de cello's waarna het nummer verder ongewijzigd is.
De mastertape van de mono single uitgave is begin jaren tachtig verloren gegaan, nadat de bedrijfsleiding van de Phonogramstudio opdracht gaf om alle mono masters waar een stereoversie van aanwezig zou zijn uit het archief te verwijderen. De gedachte was indertijd dat de consument geen belangstelling meer voor mono-producties zou hebben. Wat indertijd over het hoofd werd gezien was dat mono uitgaven op het Philips en Decca label (zoals de Picknick-single van Boudewijn de Groot) op zichzelf staande uitgaven waren. (De singleversie zou volgens oud-Phonogram medewerker Ruud van Lieshout eventueel nog kunnen worden gereconstrueerd. Daarvoor is een hermixage van de originele meersporenband nodig. Of dit materiaal zich nog in het voormalig Phonogram (tegenwoordig: Universal) archief bevindt is onbekend.
De 7 inch single van Picknick is dus de enige geluidsdrager waarop voornoemde versie-zonder-intro voorkomt. Van deze versie uit 1967 is geen stereomix bekend.

## Hitnotering

### Nederlandse Top 40
| Positie: | 39 | 29 | 25 | 35 | uit |

### NPO Radio 2 Top 2000
Picknick stond alleen in 2005 in de NPO Radio 2 Top 2000, op plek 1713.